# Nguyễn Huy Tiến
Nguyễn Huy Tiến (sinh ngày 9 tháng 9 năm 1968) là một Kiểm sát viên và chính khách người Việt Nam . Ông hiện là Bí thư Ban cán sự đảng VKSND tối cao, Viện trưởng Viện kiểm sát nhân dân tối cao Việt Nam.

## Tiểu sử
Ngày 3 tháng 6 năm 2013, Viện trưởng Viện kiểm sát nhân dân tối cao đã công bố quyết định bổ nhiệm ông Nguyễn Huy Tiến, Viện trưởng Viện Thực hành công tố và kiểm sát xét xử phúc thẩm 1 tại Hà Nội, giữ chức vụ Viện trưởng Viện kiểm sát nhân dân tỉnh Quảng Bình thay cho ông Phạm Hồng Tâm để ông Tâm chữa bệnh.
Tháng 7 năm 2015, Nguyễn Huy Tiến là Viện trưởng Viện kiểm sát nhân dân cấp cao tại Hà Nội.
Từ ngày 20 tháng 4 năm 2017, ông Nguyễn Huy Tiến được bổ nhiệm chức vụ Vụ trưởng Vụ thực hành quyền công tố và kiểm sát điều tra án tham nhũng, chức vụ thuộc Viện kiểm sát nhân dân tối cao Việt Nam (Vụ 5) theo Quyết định số 08/QĐ-VKSTC ngày 19/4/2017 của Viện trưởng Viện kiểm sát nhân dân tối cao. Lúc này ông là Kiểm sát viên cao cấp.
Ngày 7 tháng 9 năm 2018, Nguyễn Huy Tiến được Chủ tịch nước Việt Nam Trần Đại Quang trao quyết định bổ nhiệm giữ chức vụ Phó Viện trưởng Viện kiểm sát nhân dân tối cao Việt Nam.
Ngày 16 tháng 10 năm 2018, Nguyễn Huy Tiến được Chủ tịch nước Việt Nam bổ nhiệm chức danh Kiểm sát viên Viện kiểm sát nhân dân tối cao theo Quyết định số 1836/QĐ-CTN ngày 16/10/2018.
Ngày 29 tháng 4 năm 2020, ông Trần Quốc Vượng, Thường trực Ban Bí thư Ban Chấp hành Trung ương Đảng Cộng sản Việt Nam đã ký Quyết định số 2075-QĐNS/TW ngày 29/4/2020 về việc chỉ định Nguyễn Huy Tiến, Ủy viên Ban cán sự đảng, Phó Viện trưởng VKSND tối cao giữ chức vụ Phó Bí thư Ban cán sự đảng VKSND tối cao.
Tháng 6 năm 2020, ông giữ chức vụ Phó Viện trưởng Thường trực VKSND tối cao. Từ ngày 9 tháng 6 năm 2020, ông được Viện trưởng Lê Minh Trí phân công trực tiếp chỉ đạo công tác của 6 đơn vị là Vụ 3, Vụ 4, Vụ 7, Vụ 8, Vụ 12, Cục 1 và 25 viện kiểm sát nhân dân địa phương vùng bắc bộ. Ông còn là Chủ tịch Hội đồng tuyển chọn Điều tra viên VKSND tối cao.